# Lifeboat (filme de 2018)
Lifeboat é um documentário dinamarquês de 2018 escrito e dirigido por Josefine Kirkeskov. Como reconhecimento, foi nomeado ao Óscar 2019 na categoria de Melhor Documentário de Curta-metragem.